# Маями-Дейд (окръг, Флорида)
Окръг Маями-Дейд (на английски: Miami-Dade County) е окръг разположен в югоизточната част на щата Флорида. При преброяване, проведено през 2010 г., окръгът наброява 2 496 435 жители, което го прави и най-гъсто населеният щат във Флорида, а също така и седмият най-гъсто населен окръг в САЩ. Той е и най-големият окръг по площ във Флорида със своите 1946 квадратни мили (5040 km2). Окръгът се състои приблизително от половината общинско население на Маями] и няколко по големи града. Административен център е град Маями.
Окръга включва 35 града и много области. Северните, централни и източни части на окръга са със силно развита градска инфраструктура, застроена брегова линия както и централната бизнес част на Южна Флорида – центърът на Маями. Южен окръг Маями-Дейд включва областите Редленд и Хоумстед, които представляват селскостопанската икономика на Маями. Селскостопанският Редленд е приблизително 1/3 от населяваната площ на Маями-Дейд и е рядко населен, ярък контраст с гъсто населеният, северен градски, Маями-Дейд. Западната част на окръга се простира до Национален парк Евърглейдс и е обитаван единствено от села на племената Miccosukee. Източно и на суша от Бискейн Бей се намира Национален парк Бискейн и водния резерват на Бискейн Бей.